# Dave Koz
Dave Koz (ur. 27 marca 1963 w Tarzana) – amerykański saksofonista jazzowy.

## Dyskografia
- Dave Koz (1990)
- Lucky Man (1993)
- Off the Beaten Path (1996)
- Live From Trinidad (1996)
- December Makes Me Feel This Way (1997)
- The Dance (1999)
- A Smooth Jazz Christmas (2001)
- Golden Slumbers: A Father's Lullaby (2002)
- Saxophonic (2003)
- Golden Slumbers: A Father's Love (2005)
- At the Movies(2007)
- Memories of a Winter's Night (2007)
- Greatest Hits (2008)
- Hello Tomorrow (2010)
- Dave Koz & Friends – Summer Horns (2013)

## Wyróżnienia
Posiada swoją gwiazdę na Hollywoodzkiej Alei Gwiazd.